# Federico Commandino
Federico Commandino (n. 1509, Urbino - d. 5 septembrie 1575, Urbino) a fost un umanist, matematician și medic italian.

## Biografie
A fost medicul ducelui de Urbino.
De asemenea, a fost atașat pe lângă papa Clement al VII-lea.
După decesul papei s-a deplasat la Padova pentru a studia limba greacă, filozofia și medicina.
Cariera de medic fiindu-i nefavorabilă, a părăsit-o și s-a dedicat matematicii.
A fost invitat la Verona pentru pregătirea științifică a ducelui Guido Ubaldo de Monte Feltro, apoi pentru educarea lui François Marie II, succesor al acestui prinț.

## Activitate științifică
S-a ocupat de traducerea lucrărilor matematicienilor din antichitate: Arhimede, Heron, Pappus, Euclid, cu ample comentarii.
A generalizat definiția conurilor drepte și oblice, a cilindrilor drepți și oblici, formulând condițiile de asemănare ale acestor figuri.
În 1565 a arătat că segmentele care unesc mijloacele muchiilor opuse ale unui tetraedru sunt concurente, iar punctul comun este la mijlocul fiecăruia.
De asemenea a arătat că bimedianele unui tetraedru sunt concurente în centrul de greutate și a extins calculul centrelor de greutate și asupra altor figuri geometrice.
A rectificat spirala lui Arhimede {\displaystyle r=a\theta .\!}
A arătat cum se desenează în perspectivă cercul și sfera.
Commandino a utilizat în lucrările sale metoda reducerii la absurd.

## Scrieri
- 1562: Horologium descriptio

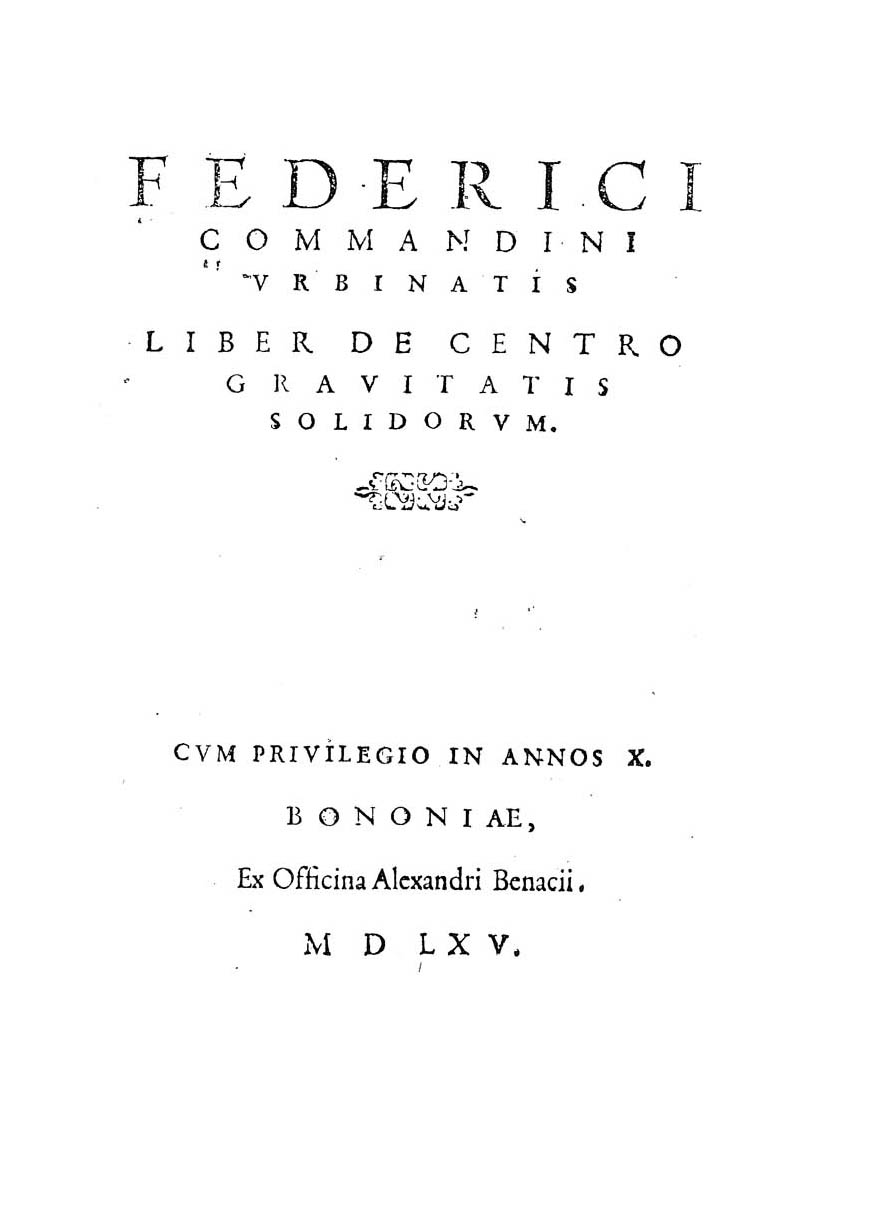
Liber de centro gravitatis solidorum, 1565

- 1565: Liber de centro gravitatis (Bologna)
- 1566: Apollonii Pergaei conicorum libri quator
- 1558: Ptolomaeie Planisphericum Jordani (Veneția)
- 1572: Aristarchus, de magnitudinibus ac distantiis Solis et Lunae
- 1575: Elementa Euclidis, în latină și italiană
- 1588: Pappi Alexandrini Collectiones mathematical (Pesaro).